# Maloca e Bonitão
Maloca e Bonitão (1965-1966), foi um programa humorístico da extinta TV Tupi, desenvolvido  pelo comediante Arnaud Rodrigues e  protagonizado pelos irmãos Dino e Dedé Santana. 
Maloca era o malandro bobo e esperto, já Bonitão era o galã sério da dupla, mas com um toque  de malandragem. Os dois viviam bolando os mais loucos planos para se darem bem (ex: comer, conseguir um emprego, conquistar alguma mulher).
O programa tinha acompanhamento de um grande número de pessoas na plateia, foi transmitido por alguns meses e fez um grande sucesso. 
A dupla estrelou três filmes: Deu a Louca no Cangaço (1969), 2000 Anos de Confusão (1969) e  Os Irmãos Sem Coragem (1971), além de uma participação em Se Meu Dólar Falasse (1970), com Dercy Gonçalves e Grande Otelo.